# Givatayim
Giv'atayim (tiếng Hebrew: גִּבְעָתַיִם, nghĩa là "hai ngọn đồi") là một thành phố của Israel. Thành phố Giv'atayim thuộc quận. Thành phố này có diện tích km2, dân số là 53.000 người. Giv'atayim nằm ở phía đông của Tel Aviv ở Israel. Nó là một phần của khu vực đô thị được gọi là Gush Dan. Givatayim được thành lập vào năm 1922 bởi những người tiên phong của Aliyah thứ hai.

## Lịch sử
Tên của thành phố xuất phát từ hai ngọn đồi mà trên đó nó được thành lập: đồi Borochov và đồi Kozlovsky. Kozlovsky là ngọn đồi cao nhất trong khu vực Dan Gush ở 85 mét trên mực nước biển. Thành phố mở rộng trong những năm 1930 để ngày nay nó là thực sự nằm trên 3 ngọn đồi, Borochov, Kozlovsky và đồi Rambam.
Thành phố hiện đại được thành lập ngày 2 tháng 4 năm 1922 bởi một nhóm 22 người đi tiên phong Aliyah thứ hai đứng đầu là David Schneiderman. Các nhóm mua 300 dunams (300.000 mét vuông đất ở vùng ngoại ô Tel Aviv đã trở thành Borochov khu phố, khu phố lao động đầu tiên trong cả nước. Nó được đặt tên cho Dov Ber Borochov, người sáng lập của đảng Poalei Zion của người lao động. Sau đó, một 70 gia đình tham gia vào nhóm, tiếp nhận lô nhỏ hơn. Đất đã được mua với tiền tiết kiệm cá nhân của họ, nhưng đã tự nguyện chuyển giao cho Quỹ Quốc gia Do Thái, tổ chức giải quyết của người Do Thái vào thời điểm đó, trong việc giữ với niềm tin xã hội chủ nghĩa của những người tiên phong.
Giv'atayim được cho là một số bước đột phá trong phong trào định cư Do Thái, bao gồm cả việc thành lập các cửa hàng tạp hóa đầu tiên hợp tác xã (Tzarkhaniya) mà vẫn hoạt động trong cùng một địa điểm vào những năm 1980.
Theo thời gian, khu phố phát triển hơn: Sheinkin (1936), Givat Rambam (1933), Kiryat Yosef (1934) và Arlozorov (1936). Tất cả các khu vực lân cận đã được sáp nhập để tạo thành một hội đồng địa phương trong tháng 8 năm 1942. Giv'atayim được công nhận là thành phố vào năm 1959.

## Địa lý
Giv'atayim nằm ở phía đông của Tel Aviv, và được bao bọc ở phía bắc và phía đông của Ramat Gan.